# Polyosma maliauensis
Polyosma maliauensis är en tvåhjärtbladig växtart som beskrevs av Saw. Polyosma maliauensis ingår i släktet Polyosma och familjen Escalloniaceae. Inga underarter finns listade i Catalogue of Life.